# Ratio de solvabilité européen
Le ratio de solvabilité européen était un ratio minimum de fonds propres applicable aux banques, défini par la directive 89/647/CEE du Conseil, du 18 décembre 1989, relative à un ratio de solvabilité des établissements de crédit. Il est l'application du ratio Cooke défini dans l'accord de Bâle 1.